# Falcidisches Gesetz
Das Falcidische Gesetz (Lex Falcidia de Legatis) war ein römisches Gesetz aus dem Jahre 41 v. Chr., das auf Antrag des Volkstribuns Publius Falcidius durch ein Plebiszit zustande gekommen war. Es war ein Schutzgesetz für den Erben und regelte die Höhe seines Mindesterbteils.
Das Gesetz regelte, dass niemand mittels Vermächtnissen über mehr als drei Viertel seines Vermögens verfügen durfte. Dem Erben sollte wenigstens ein von einem Legat befreites Viertel des Nachlasses verbleiben. Dem Bericht des Gaius zufolge, sollte das Gesetz vorbeugen, dass belastete Erbschaften ausgeschlagen werden, weil der Erbe faktisch enterbt war. Bis zum Erlass der Falcidia war es mit vorangegangenen gesetzlichen Regelungen, wie den leges Cincia, Furia testamentaria und Voconia nicht gelungen, den verfolgten Zweck zu erfüllen, luxusorientierte Lebensweisen einzudämmen. Mittels juristischer Finessen waren sie im Kern ausgehöhlt worden und fanden außerdem in der Breite keinerlei Anerkennung. Kommentarliteratur zum Gesetz verfasste Rutilius Maximus.
Ein Recht auf die Quart hatte jeder Erbe, sowohl der testamentarisch als auch der gesetzlich Bedachte. Da ab der Kaiserzeit auch der übergangene Erbe geschützt werden sollte, wurde parallel ein Noterberecht (querela inofficiosi testamenti) – vergleichbar dem Pflichtteilsrecht – entwickelt, das dem unberücksichtigten Erben wenigstens ein Viertel des Erbes sicherte. Waren mehrere Miterben vorhanden, so musste für jeden nach Abzug der Vermächtnisse mindestens ein Viertel seines Erbteils verbleiben. Dem Abzug der Quart waren alle Rechtsgeschäfte von Todes wegen unterworfen, so Vermächtnisse, Stiftungen und Schenkungen auf den Todesfall. Nicht darunter fielen Schenkungen unter Lebenden.
Hinsichtlich der Berechnung der Quart war Folgendes zu beachten:
1. um zu bestimmen, ob die Erbschaft durch Vermächtnisse soweit überlastet ist, dass der Abzug der Quart stattfinden müsse, ist die Größe der Erbschaft, wie sie zur Zeit des Todes des Erblassers sich darstellt, in Betracht zu ziehen;
2. die Quart ist vom reinen Vermögen des Erblassers, also nach Abzug der Schulden, zu berechnen;
3. der Erbe braucht sich in seine Quart nur das anrechnen zu lassen, was er als Erbe, nicht auch, was er als Vermächtnisnehmer aus dem Nachlass erhält.

Das Recht des Abzugs erlosch, wenn der Erblasser ihre Auszahlung ausdrücklich untersagte oder wenn der Erbe darauf verzichtete. Auf Vermächtnisse zugunsten wohltätiger Stiftungen und beim Soldatentestament kam das Gesetz nicht zur Anwendung. Hier wurde dem Erblasser eine größere Testierfreiheit gewährt.
Das Falcidische Gesetz fand Eingang in das spätantike Corpus iuris civilis des oströmischen Kaisers Justinian. Seitdem war der Erbe berechtigt, von jedem Vermächtnisnehmer eine Aufstockung des Pflichtteils zu verlangen. Beschwerungen des Mindesterbteils waren unwirksam, so dass ein unbeschwertes Viertel sichergestellt war. Dieses legatfreie Viertel wurde im mittelalterlichen Pflichtteilsrecht falzidische Quart (Quarta Falcidia) genannt.
Das Rechtsinstitut der falzidischen Quart war dem preußischen Landrecht, dem österreichischen und dem sächsischen Zivilgesetzbuch sowie dem französischen Recht unbekannt. Nur das Zürcher Privatrechtliche Gesetzbuch (PBG) aus dem Jahre 1855 von Johann Caspar Bluntschli hatte daran festgehalten.
In das Bürgerliche Gesetzbuch wurde es ausdrücklich nicht übernommen.